# 範疇文法
範疇文法（はんちゅうぶんぽう、英: Categorial grammar）は自然言語の統語論において、統語成分が関数やその引数の結合であるとの仮説に基づいて編成された形式主義文法理論である。範疇文法は、構文カテゴリーが意味の型に対応しているとして、統語・意味合成（英語: principle of compositionality）に密接な関係を持っているとされる。
1935年にカジミエシュ・アイドゥキエヴィチによって考案され、イェホシュア・バル＝ヒレル（英語: Yehoshua Bar-Hillel）
（1953年）やヨアヒム・ランベック（英語: Joachim Lambek）（1958年）らによって研究が進んだ。1970年代に類似した観点を持ったリチャード・モンタギューのモンタギュー文法により、範疇文法への関心が高まった。
範疇文法は（依存関係ではなく）項の構成により文の構造を解析するので，これは（依存文法ではなく）句構造文法である．
範疇文法は未だに特に形式意味論の分野において主要なパラダイムの一つとなっている。その発展形にマーク・スティードマン（英語: Mark Steedman）やアンナ・サボルチ（英語: Anna Szabolcsi）らによる組み合わせ範疇文法がある。

## 概要
範疇文法は，語彙と型推論の法則の2つより成る．語彙は記号に型を与える集合であり，型推論は構成される記号の型より文の型をつくる規則を定める．それは型推論が明確に定められる利点を持ち,それゆえ特定の言語の文法は語彙によって完全に決められる．
範疇文法は，単純型付きラムダ計算といくつかの特徴を共有する．
しかしラムダ計算は {\displaystyle A\rightarrow B} という唯一の関数型を持ち，範疇文法は左適用と右適用の2つの関数型があるという特徴がある．
例えば，単純な範疇文法は {\displaystyle B/A\,\!} と {\displaystyle A\backslash B} の2つの関数型でできている．
始めに， {\displaystyle B/A\,\!} は右から {\displaystyle A\,\!} 型の単語を受け取ると {\displaystyle B\,\!} 型の単語を返す単語の型であり，
次に， {\displaystyle A\backslash B\,\!} は左から {\displaystyle A\,\!} 型の単語を受け取ると {\displaystyle B\,\!} 型の単語を返す単語の型である．
Lambekによると，その記法は代数学に基づく．
分数はその分母を掛けられたとき，分子を返す．
関係が可換でないならば，左から来るか右から来るかにより異なる値を出す．
その関係は，記号を消すためには同じ側からその逆になる記号を掛けることになる．
初めの，かつ最も簡単な範疇文法の例は，basic categorial grammar または時に AB-grammar (Ajdukiewicz と Bar-Hillel が由来) と呼ばれる．
根源的な型の集合 {\displaystyle {\text{Prim}}\,\!} を与えられ， {\displaystyle {\text{Tp}}({\text{Prim}})\,\!} をそれら根源的な型の組み合わせの集合とする．
先述のbasicな例は，以下を満たす最小の集合である．
- {\displaystyle {\text{Prim}}\subseteq {\text{Tp}}({\text{Prim}})}
- {\displaystyle X,Y\in {\text{Tp}}({\text{Prim}})} ならば {\displaystyle (X/Y),(Y\backslash X)\in {\text{Tp}}({\text{Prim}})} ．

これらを根源の型により自由に生成された純粋な形式表現と考え，意味の全ては後に加えられる．
一部の著者は根源の型の集合として固定された無限集合を考えることがあるが，根源の型を文法の一部とすることで，すべての構造は有限に保たれる．
basic categorial grammar とは，以下を満たすタプル {\displaystyle (\Sigma ,{\text{Prim}},S,\triangleleft )} のことである．
- {\displaystyle \Sigma \,\!} は記号の有限集合，
- {\displaystyle {\text{Prim}}\,\!} は根源の型の有限集合，
- {\displaystyle S\in {\text{Tp}}({\text{Prim}})}
- {\displaystyle \triangleleft } は語彙を意味する，型から記号への関係である．すなわち {\displaystyle (\triangleleft )\subseteq {\text{Tp}}({\text{Prim}})\times \Sigma }.

語彙が有限ならば，それは,  {\displaystyle TYPE\triangleleft {\text{symbol}}} というような組をリストすることで定められる．
英語における範疇文法では，{\displaystyle N,NP,S}を基本の型とすることが多い．
可算名詞の型は{\displaystyle N\,\!}, 完全な名詞句の型は{\displaystyle NP\,\!}，そして文の型は{\displaystyle S\,\!}である．
ここで形容詞の型は{\displaystyle N/N\,\!}とできる．なぜならば形容詞は後ろの可算名詞と合わさり全体で一つの可算名詞のようにふるまうからだ．
同様に，限定詞は{\displaystyle NP/N\,\!}の型を持つ．なぜならば後ろの可算名詞と合わさり完全な名詞となるからだ．
自動詞は{\displaystyle NP\backslash S}の型を持ち，他動詞は{\displaystyle (NP\backslash S)/NP}の型を持つ．
そうすると，単語の列が適用の結果として{\displaystyle S\,\!}の型になる場合，その単語列は文ということになる．
例として，"the bad boy made that mess" の文を考える．
ここで "the" と "that" は限定詞，"boy" と "mess" は名詞，"bad" は形容詞，"made" は他動詞だから，
語彙は
{\displaystyle NP/N\triangleleft {\text{the}},}
{\displaystyle NP/N\triangleleft {\text{that}},}
{\displaystyle N\triangleleft {\text{boy}},}
{\displaystyle N\triangleleft {\text{mess}},}
{\displaystyle N/N\triangleleft {\text{bad}},}
{\displaystyle (NP\backslash S)/NP\triangleleft {\text{made}}}
となり，
そしてこの文における型の列はこうなる．
{\displaystyle {{\text{the}} \atop {NP/N,}}{{\text{bad}} \atop {N/N,}}{{\text{boy}} \atop {N,}}{{\text{made}} \atop {(NP\backslash S)/NP,}}{{\text{that}} \atop {NP/N,}}{{\text{mess}} \atop {N}}}
そしてこれらに
{\displaystyle X\leftarrow X/Y,\;Y} と
{\displaystyle X\leftarrow Y,\;Y\backslash X}
の2つの規則を適用していくと，
{\displaystyle .\qquad NP/N,\;N/N,\;N,\;(NP\backslash S)/NP,\;\underbrace {NP/N,\;N} }

{\displaystyle .\qquad NP/N,\;N/N,\;N,\;\underbrace {(NP\backslash S)/NP,\quad NP} }

{\displaystyle .\qquad NP/N,\;\underbrace {N/N,\;N} ,\qquad (NP\backslash S)}

{\displaystyle .\qquad \underbrace {NP/N,\;\quad N} ,\;\qquad (NP\backslash S)}

{\displaystyle .\qquad \qquad \underbrace {NP,\;\qquad (NP\backslash S)} }

{\displaystyle .\qquad \qquad \qquad \quad \;\;\;S}
結果は{\displaystyle S\,\!}となった．この事実はこの文字列が文であることを示し，この簡約の行程は，この文が ((the (bad boy)) (made (that mess))) というように区切られるべきことを示す．
この形(適用規則のみを持つ)の範疇文法は，文脈自由文法程度しか表現能力を持たず，自然言語の構文理論には充分ではない．
だが文脈自由文法とは異なり，範疇文法は語彙化されている，つまり，(言語から独立した)少ない数の規則のみを採用していて，すべての他の構文事象は， 特定の語の語彙入力に由来する．
範疇文法のもう1つの魅力的な面は，構成的意味論を与えるのが多くの場合，容易である点にある．初めに解釈上の型にすべての基本的な範疇を割り当て，そして，派生された範疇に対しても，適切な関数型を割り当てればよい．任意の構成素の解釈は，単に，ある関数にある引数を適用したときの値になる．内包と定量を扱うためにいくつかの修正を行えば，このアプローチは意味論的現象を幅広くカバーできる．